# Бокораш (срібна монета)
«Бокора́ш» — пам'ятна срібна монета номіналом 10 гривень, випущена Національним банком України, присвячена професії бокораша (плотогона, сплавника), яка вимагала неабиякої сили та спритності. Лісозаготівля проводилася на Поліссі та в Карпатах, де цей промисел був розвинутий ще до 50-х років минулого століття.
Монету виготовлено з використанням технології патинування.
Монету введено в обіг 28 липня 2009 року. Вона належить до серії «Народні промисли та ремесла України».

## Опис монети та характеристики
| Номінал грн. | Метал            | Маса, г      | Діаметр, мм | Якість виготовлення       | Гурт                           | Тираж, штук |
| ------------ | ---------------- | ------------ | ----------- | ------------------------- | ------------------------------ | ----------- |
| 10           | срібло 925 проби | 31,1 / 33,62 | 38,61       | спеціальний анциркулейтед | гладкий із заглибленим написом | 10 000      |

### Аверс
На аверсі монети угорі розміщено малий Державний Герб України, під яким стилізований напис — «НАЦІОНАЛЬНИЙ/ БАНК/ УКРАЇНИ», у центрі — стилізоване зображення двох птахів, ліворуч і праворуч — карпатський пейзаж зі смереками, хатинами та колодами, унизу — напис «10»/ «ГРИВЕНЬ»/ «2009».

### Реверс

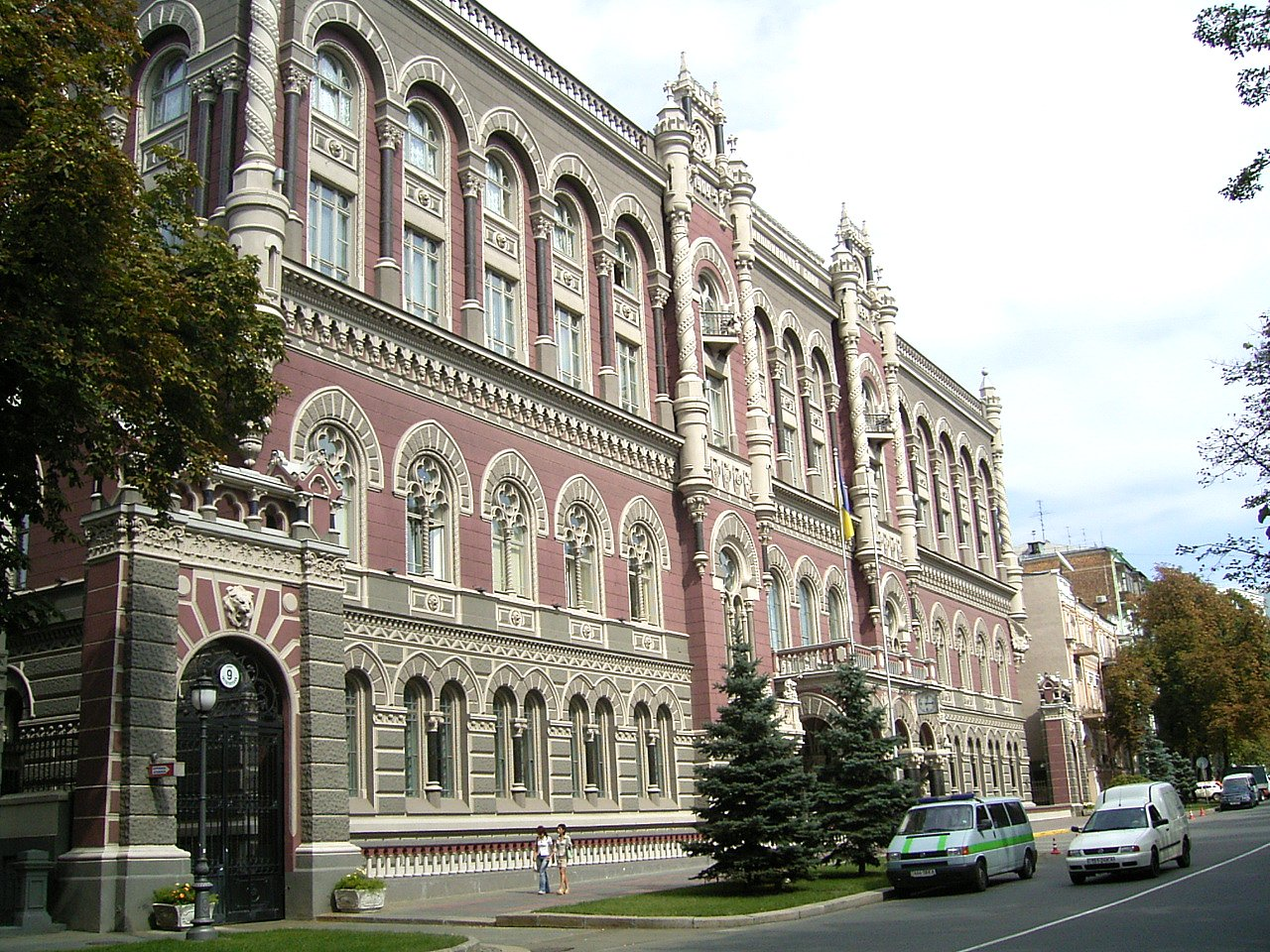
Будівля Національного банку України

На реверсі монет зображено постать бокораша з цапиною в руках, який спрямовує пліт униз по річці, з обох боків від нього — традиційний карпатський орнамент, угорі на стилізованому під торець колод тлі розміщено напис «БОКОРАШ».

## Автори
- Художники: Таран Володимир, Харук Олександр, Харук Сергій.
- Скульптори: Дем'яненко Анатолій, Іваненко Святослав.

## Вартість монети
Ціна монети — 575 гривень була вказана на сайті Національного банку України в 2012 році.
Фактична приблизна вартість монети, з роками змінювалася так:
| Рік        | 2010 | 2011 | 2012 | 2013 | 2014 | 2015 | 2016 | 2017 | 2018 | 2019 | 2020 | 2021  | 2022  | 2023  | 2024  | 2025  |
| ---------- | ---- | ---- | ---- | ---- | ---- | ---- | ---- | ---- | ---- | ---- | ---- | ----- | ----- | ----- | ----- | ----- |
| Ціна, грн. | 370  | 450  | 500  | 550  | 390  | 740  | 830  | 770  | 750  | 700  | 680  | 1 050 | 1 420 | 1 720 | 1 950 | 2 400 |